# Serena Pergher
Serena Pergher (Trente, 26 februari 2004) is een Italiaanse langebaanschaatsster. Pergher won in 2023 in het Duitse Inzell de gouden medaille op de 500m bij het WK junioren.

## Records

### Persoonlijke records
| Afstand    | Tijd    | Datum           | Baan           |
| ---------- | ------- | --------------- | -------------- |
| 500 meter  | 37,62   | 26 januari 2025 | Calgary        |
| 1000 meter | 1.17,16 | 28 januari 2024 | Salt Lake City |
| 1500 meter | 2.08,99 | 22 oktober 2023 | Inzell         |
| 3000 meter | 5.05,10 | 9 januari 2022  | Collalbo       |

(laatst bijgewerkt: 26 januari 2025)

## Resultaten
| Jaar | EK Sprint               | WK Sprint                | WK Afstanden | WK Junioren                      |
| ---- | ----------------------- | ------------------------ | ------------ | -------------------------------- |
| 2020 |                         |                          |              | 16e 500m                         |
|      |                         |                          |              |                                  |
| 2022 |                         |                          |              | 6e 600m 35e 1000m 12e teamsprint |
| 2023 | 11e (10e, 14e, 6e, 13e) |                          |              | 500m · 5e 1000m · teamsprint     |
| 2024 |                         | 20e (17e, 21e, 18e, 21e) | 12e 500m     |                                  |
| 2025 | 8e (8e, 14e, 5e, 12e)   |                          | 8e 500m      |                                  |